# Callidula petavius
Callidula petavius es una polilla de la familia Callidulidae. Se encuentra en Ambon y las Moluccas del sur.